# Allophylopsis laquei
Allophylopsis laquei är en tvåvingeart som först beskrevs av Frederick Wollaston Hutton 1902.  Allophylopsis laquei ingår i släktet Allophylopsis och familjen myllflugor. Inga underarter finns listade i Catalogue of Life.